# Никола Мискинов
Никола Мискинов е български общественик и просветен деец от Възраждането.

## Биография
Роден е в 1862 година във Велес във видно българско семейство. Около 1882 година завършва Южнославянския пансион в Николаев, Русия. Учи две години естествени науки в Женевския университет. От 1884 година е директор на всички български училища във Велес, като преподава френски език. В 1893 година заминава за Свободна България и във Велес е заместен като директор от Бано Кушев.
В България Мискинов участва в дейността на Македоно-одринската организация - делегат е от Врачанското македонско дружество на Шестия (1 - 5 май 1899) и Седмия македоно-одрински конгрес (30 юли – 5 август 1900).